# Rugopimpla fallax
Rugopimpla fallax  (лат.) — ископаемый вид перепончатокрылых наездников рода Rugopimpla из семейства Ichneumonidae. Один из древнейших представителей паразитических перепончатокрылых. Обнаружен в верхнемеловых отложениях на Дальнем Востоке (Магаданская область, Обещающий, формация Ола, возраст 70,6—84,9 млн лет).

## Описание
Мелкого размера перепончатокрылые наездники. Длина тела 9,9 мм (голова — 1,2 мм, грудь — 2,9 мм, метасома 5,8 мм), длина переднего крыла 5,3 мм.
Вид Rugopimpla fallax был впервые описан по отпечаткам в 2010 году российским энтомологом Д. С. Копыловым (Палеонтологический институт РАН, Москва, Россия). Включён в состав рода Rugopimpla из вымершего подсемейства Labenopimplinae (Ichneumonidae).